# Grubbtjärnen (Sorsele socken, Lappland, 729881-155830)
Grubbtjärnen är en sjö i Sorsele kommun i Lappland och ingår i Umeälvens huvudavrinningsområde. Grubbtjärnen ligger i Vindelfjällen Natura 2000-område.